# Ruben Boode
Ruben Boode (Kampen, 13 april 1985) is een Nederlands voormalig korfballer en huidig korfbalcoach. 
In de periode 2016 t/m 2020 was Boode assistent coach bij TOP, waarbij hij 2 Nederlandse titels won.
Hierna werd hij assistent bondscoach onder Jan Niebeek. In dienst bij Oranje won hij 3 gouden plakken.
Zijn jongere broer, Friso Boode speelde ook korfbal op het hoogste niveau en was tevens speler van het Nederlands team.

## Spelerscarrière
Boode speelde korfbal bij ASVD uit Dronten. In 2009 verruilde hij, op 24-jarige leeftijd, van club en sloot zich aan bij CKV OVVO, waarbij hij in seizoen 2013-2014 in de Korfbal League speelde. In dit seizoen wist OVVO zich na play-downs tegen KCC te handhaven op het hoogste niveau.

## Coachingscarrière
Na zijn loopbaan als speler werd Boode coach. Zo was hij coach bij zowel ASVD als CKV OVVO, waar hij zelf als speler actief was.

### Bondscoach Duitsland
In 2014 werd Boode de nieuwe bondscoach van het Duits korfbalteam, waar hij vertrekkend bondscoach Jan Hof verving.
Als bondscoach stond hij aan het roer van het nationale team tijdens het EK van 2014 en het WK van 2015. In deze toernooien maakte hij grote ontwikkeling door, want op het EK van 2014 werd de ploeg 10e, maar in het WK van 2015 werd Duitsland 6e.
In 2016 stopte Boode als bondscoach en werden Henning Peuters en Jan de Jager de nieuwe oefenmeesters van het nationale team.

### TOP, Sassenheim
In 2016 werd Boode coach bij TOP. Voor seizoen 2016-2017 was hij coach van het tweede team en assistent onder hoofdcoach Jan Niebeek van het eerste team.
In zijn eerste seizoen bij de club werd TOP 2e in de Korfbal League en moest het in de play-offs aantreden tegen LDODK, de ploeg waar Boode's jongere broer Friso een belangrijke speler was. TOP won de play-offs in twee wedstrijden en plaatste zich zo voor de finale. In deze finale won TOP van AKC Blauw-Wit met 22-18, waardoor het de Korfbal League-titel won.
In het seizoen erna, deed TOP mee aan de Europacup van 2018, als de Nederlandse deelnemer. TOP won het toernooi. Ook in de eigen competitie stond TOP in de korfbal league in de play-offs, waarin de ploeg in 2 wedstrijden won van Blauw-Wit. Zodoende kwam TOP wederom in de finale terecht, waarin Fortuna de tegenstander was. TOP won de wedstrijd met 24-20, waardoor het wederom Nederlands zaalkampioen werd.
Ook won TOP de daaropvolgende Europacup.
In seizoen 2018-2019 werd TOP in de korfbal league onttroond als kampioen, aangezien de ploeg in de play-offs verloor van Fortuna. Seizoen 2019-2020 zou het laatste seizoen worden voor Boode bij TOP. Dit seizoen werd echter niet uitgespeeld vanwege de COVID-19-pandemie.

### Nederlands team
In 2020 werd Jan Niebeek aangesteld als nieuwe bondscoach van het Nederlands korfbalteam, waar hij vertrekkend bondscoach Wim Scholtmeijer verving. Niebeek ging per 1 september 2020 aan de slag en wilde graag Boode als zijn assistent bondscoach. Boode accepteerde de job.
Boode won als assistent bondscoach een gouden plak op het EK van 2021 de World Games van 2022 en het WK 2023. 
Dit was de laatste klus van Boode als assistent bondscoach.

### Return bij TOP
Voor seizoen 2023-2024 is Boode , samen met Daniël Harmzen, aangesteld als nieuwe coaches bij TOP (Sassenheim). Hier was hij al actief (2016 - 2020) maar na zijn vertrek was TOP uit de Korfbal League gedegradeerd.

## Erelijst als coach

### In Teamverband
- Korfbal League-kampioen, 2× (2017, 2018)
- Europacup-kampioen, 2× (2018, 2019)

### Als assistent bondscoach bij het Nederlands Team
- EK 2021, goud
- World Games 2022, goud
- WK 2023, goud